# Sau Lan Wu
Sau Lan Wu (chiń. 吳秀蘭) – amerykańsko-chińska fizyczka doświadczalna z profesurą Uniwersytetu Wisconsin w Madison.
Specjalnością Wu jest fizyka cząstek elementarnych; uczestniczyła w odkryciu czarmonium (symbol J/ψ, czyt. jot/psi), które to udzieliło eksperymentalnego dowódu na istnienie kwarku powabnego oraz gluonu, czyli bozonu pośredniczącego w oddziaływaniach silnych wg modelu standardowego. Jej zespół umiejscowiony przy Europejskiej Organizacji Badań Jądrowych CERN, wykorzystując dane pozyskane z Wielkiego Zderzacza Hadronów, odegrał kluczową rolę w międzynarodowych działaniach na rzecz odkrycia bozonu Higgsa.

## Życiorys
Sau Lan Wu urodziła się w 1940 roku podczas japońskiej okupacji Hongkongu. W 1960 roku otrzymała stypendium i rozpoczęła studia w Vassar College w USA, w Poughkeepsie, w stanie Nowy Jork. Początkowo chciała zostać malarką, lecz zainspirowana życiorysem Marii Skłodowskiej-Curie postanowiła poświęcić się fizyce. W trakcie pierwszego roku studiów, podczas wycieczki do Białego Domu, spotkała ówczesną pierwszą damę, Jacqueline Kennedy, absolwentkę Vassar College. Podczas innej wycieczki do Sądu Najwyższego, po raz pierwszy doświadczyła rasistowskiej dyskryminacji, gdy stanęła przed drzwiami do łazienki, osobnymi dla „czarnych” i „białych”. W trakcie letnich praktyk w Brookhaven National Laboratory poznała i zafascynowała się oddziaływaniem cząstek elementarnych, co zasadniczo wpłynęło na jej dalszy rozwój i karierę naukową.
Ukończyła Vassar College w 1963 roku z tytułem licencjata i wyróżnieniem. W tym samym roku rozpoczęła studia fizyki na Uniwersytecie Harvarda, będąc wówczas jedyną kobietą na roku. Tam uzyskała tytuł magistra w 1964 roku i doktora w 1970 roku. Następnie rozpoczęła pracę naukową w Massachusetts Institute of Technology, Niemieckim Synchrotronie Elektronowym DESY oraz na Uniwersytecie Wisconsin w Madison, gdzie jest profesorem fizyki o szczególnych osiągnięciach (Enrico Fermi Distinguished Professor). Od 1986 roku Sau Lan Wu jest naukowcem wizytującym (ang. Visiting Scientist) w CERN, gdzie prowadzi badania z wykorzystaniem Wielkiego Zderzacza Hadronów w ramach zespołu ATLAS.

## Osiągnięcia

### J/psi
W 1974 roku, wraz z zespołem naukowców prowadzonym przez Samuela Tinga, Sau Lan Wu uczestniczyła w odkryciu kwarków powabnych J/psi. Samuel Ting i Burton Richter, który prowadził analogiczne badanie w innym zespole otrzymali za odkrycie nagrodę Nobla w 1976 roku.

### Gluon
Sau Lan Wu była kluczową postacią w trakcie badań nad odkryciem gluonu, bozonu pośredniczącego w oddziaływaniach silnych wg modelu standardowego. Za odkrycie zespół badawczy otrzymał nagrodę od Europejskiego Towarzystwa Fizycznego w 1995 roku.

### Bozon Higgsa
Sau Lan Wu jest członkinią zespołu pracującego z detektorem cząstek ATLAS, jednego z dwóch głównych detektorów w Europejskiej Organizacji Badań Jądrowych CERN. Jej zespół specjalizuje się w badaniu symulacji kolizji cząstek, które następnie są odtwarzane w Wielkim Zderzaczu Hadronów.
4 lipca 2012 roku CERN ogłosiła odkrycie bozonu, którego charakterystyka odpowiada uprzednio wyliczonej i przewidzianej charakterystyce bozonu Higgsa.

## Życie prywatne
Sau Lan Wu mieszka w Genewie w Szwajcarii, i prowadzi badania w CERN. Wyszła za mąż za Tai Tsun Wu, fizyka cząstek elementarnych.